# Liste der Friedhöfe in Bielefeld
Die Liste der Friedhöfe in Bielefeld gibt eine Übersicht über Friedhöfe und Begräbnisstätten in der Stadt Bielefeld in Nordrhein-Westfalen.

## Liste der Friedhöfe in kommunaler Trägerschaft
Diese Friedhöfe werden von den Umweltbetrieben bzw. der Friedhofs GmbH der Stadt Bielefeld getragen.
| Bezeichnung                  | Stadtbezirk | Adresse und Lage                         | Träger                            | Eröffnung / Schließung | Beschreibung | Bild            |
| ---------------------------- | ----------- | ---------------------------------------- | --------------------------------- | ---------------------- | --- | --------------- |
| Alter Friedhof (Bielefeld)   | Mitte       | Körnerstraße 9                           | Friedhofs GmbH Bielefeld          | 1808                   | 1986 wurde der Alte Friedhof als Gesamtanlage unter Denkmalschutz gestellt. Er hat eine Fläche von 11.500 m² und liegt sehr zentral in unmittelbarer Nähe des Jahnplatzes. |                 |
| Alter Friedhof Brake         | Heepen      | Kerksiekweg                              | Umweltbetrieb der Stadt Bielefeld | 1906 / 1953            | Der Friedhof wurde 1941 in kommunale Trägerschaft übergeben. Vorher wurde er von der privaten Friedhofsvereinigung Brake betrieben. Mit dem Bau des Neuen Friedhofs wurden neue Grabstellen nicht mehr vergeben. | Bild gesucht BW |
| Alter Friedhof Sennestadt    | Sennestadt  | Ramsbrockring 6                          | Umweltbetrieb der Stadt Bielefeld | 1848 / 1964            | Der Friedhof ist etwa 21.000 m² groß. 1950 wurde die Friedhofskapelle errichtet. |                 |
| Friedhof Altenhagen          | Heepen      | Robert-Nacke-Straße 75                   | Umweltbetrieb der Stadt Bielefeld | 1967                   | Seit 1967 wurde der Friedhof mehrfach erweitert. Er wurde vor der Eingemeindung nach Bielefeld von den Gemeinden Milse und Altenhagen gemeinschaftlich genutzt und getragen. | Bild gesucht BW |
| Friedhof Kirchdornberg       | Dornberg    | Am Blankenstein 9                        | Umweltbetrieb der Stadt Bielefeld | 1833                   | Im November 1970 wurde die neue Kapelle eingeweiht. | Bild gesucht BW |
| Friedhof Lämershagen         | Stieghorst  | Ruheweg 21                               | Umweltbetrieb der Stadt Bielefeld | 1872                   | Mit 0,7 Hektar der kleinste der kommunalen Friedhöfe in Bielefeld. 1913 wurde ein Glockenturm am Eingang errichtet, 1959 eine Kapelle. | Bild gesucht BW |
| Friedhof Quelle              | Brackwede   | Magdalenenstraße                         | Umweltbetrieb der Stadt Bielefeld | 1921                   | Der Friedhof wurde 1984 erweitert. | Bild gesucht BW |
| Friedhof Schildesche         | Schildesche | Engersche Straße 110                     | Umweltbetrieb der Stadt Bielefeld | 1828                   | Der Friedhof wurde 1891, 1896 und im 20. Jahrhundert erweitert. 1919 wurde das Ehrenfeld für Soldaten angelegt. Der Friedhof wird durch die Engersche Straße in einen alten und neuen Teil gegliedert. 1930 entstand die Kapelle. |                 |
| Friedhof Sieker              | Stieghorst  | Otto-Brenner-Straße / Oldentruper Straße | Umweltbetrieb der Stadt Bielefeld | 1909                   | Bereits vor etwa 1600 Jahren diente der Bereich als Begräbnisstätte. |                 |
| Friedhof Sudbrack            | Schildesche | Gunststraße 63                           | Umweltbetrieb der Stadt Bielefeld | 1898                   | 1956 wurde das Wohnhaus eines ehemaligen Milchhändlers zur Kapelle des Friedhofs umgebaut. | Bild gesucht BW |
| Friedhof Theesen             | Jöllenbeck  | Theesener Straße                         | Umweltbetrieb der Stadt Bielefeld | 1939                   | Ein durch die private Initiative des Lehrers Eduard Sudbrack errichteter Friedhof, bei dessen Bau auch seine Schüler helfen mussten. Von 1977 bis 1998 wurde der Friedhof erweitert. | Bild gesucht BW |
| Friedhof Ubbedissen          | Stieghorst  | Ubbedisser Straße 11                     | Umweltbetrieb der Stadt Bielefeld | 1860                   | Die Kapelle wurde 1972 gebaut. | Bild gesucht BW |
| Friedhof Vilsendorf          | Jöllenbeck  | Epiphanienweg                            | Umweltbetrieb der Stadt Bielefeld | 1958                   | | Bild gesucht BW |
| Johannisfriedhof             | Gadderbaum  | Am Botanischen Garten 1d                 | Umweltbetrieb der Stadt Bielefeld | 1874                   | 1894 erfolgte eine Erweiterung zum Jüdischen Friedhof hin. Die Fläche betrug dann 8,8 ha. 1986 wurde er unter Denkmalschutz gestellt. Die Kapelle wurde 1950 eingeweiht. Auf dem Friedhof sind zahlreiche Bielefelder Persönlichkeiten bestattet worden. Entsprechend finden sich dort viele Grabmonumente und geschmückte Einfassungen. Stellvertretend seien die Gräber der Familie Bozi, Oetker und Georg Ernst Hinzpeter genannt. Zum Friedhof gehört ein Arboretum. Aufgrund seiner Lage zwischen Botanischem Garten, Tierpark und Innenstadt ist der Johannisfriedhof auch eine stark frequentierte Grünanlage. |                 |
| Kriegsgräberstätte Buschkamp | Senne       | Buschkampstraße                          | Umweltbetrieb der Stadt Bielefeld | 1945 bzw. 1952         | Im Jahr 1945 wurden hier Kriegstote aus einem Umkreis von 100 km bestattet. Amerikanische Soldaten hatten dazu einen Teil des Schillingshofes, einer Arbeiterkolonie Bethels, abgetrennt. Später (bis 1952) wurden hier weitere Soldaten begraben und die Grablegen in einen Ehrenfriedhof umgewandelt. Insgesamt liegen hier 563 Personen. |                 |
| Neuer Friedhof Brake         | Heepen      | Grafenheider Straße 117                  | Umweltbetrieb der Stadt Bielefeld | 1955                   | 1975 und 1998 wurde der Friedhof, der ein Ersatz für den Alten Friedhof Brake war, erweitert. |                 |
| Nicolaifriedhof              | Mitte       | Herforder Straße 140                     | Umweltbetrieb der Stadt Bielefeld | 1875                   | Seit 1912 werden nur alte Wahlgräber belegt. Ein Teil des Friedhofs wurde 1987 zur reinen Grünfläche. |                 |
| Pellafriedhof                | Gadderbaum  | Landgrafweg 21                           | Umweltbetrieb der Stadt Bielefeld | 1908                   | 1968 wurde der Friedhof erweitert. 1969 eine Kapelle errichtet. Diese wurde 1989 umgebaut. Durch die Hanglage des Friedhofs ist ein Panoramablick auf die Von Bodelschwinghschen Stiftungen Bethel und die Sparrenburg möglich. | Bild gesucht BW |
| Sennefriedhof                | Senne       | Brackweder Straße 80                     | Umweltbetrieb der Stadt Bielefeld | 1912                   | Der Sennefriedhof ist mit circa 100 ha einer der größten deutschen Friedhöfe. Auf ihm sind zahlreichen Ehrenmale und aufwändig gestaltete Grabmale zu finden. Unter anderem von Peter August Böckstiegel und Käthe Kollwitz. Vor allem sein Baumbestand und die etwa 20 gefährten Moosarten bilden einen besonderen Naturraum. Die Alte Kapelle ist denkmalgeschützt. |                 |
| Waldfriedhof Sennestadt      | Sennestadt  | Senner Hellweg 425                       | Umweltbetrieb der Stadt Bielefeld | 1964                   | Der Waldfriedhof ist etwa 8,8 ha groß. |                 |

## Liste der Friedhöfe in Trägerschaft religiöser Körperschaften
Diese Friedhöfe werden von evangelischen oder katholischen Kirchengemeinden bzw. der jüdischen Gemeinde getragen.
| Bezeichnung                       | Stadtbezirk | Adresse und Lage         | Träger                                                         | Eröffnung / Schließung | Beschreibung | Bild                               |
| --------------------------------- | ----------- | ------------------------ | -------------------------------------------------------------- | ---------------------- | --- | ---------------------------------- |
| Alter und Neuer Friedhof Bethel   | Gadderbaum  | Paracelsusweg            | Zionsgemeinde Bethel / Von Bodelschwinghsche Stiftungen        |                        | |                                    |
| Evangelischer Friedhof Brackwede  | Brackwede   | Brackweder Straße 28     | Verband der Evangelischen Kirchengemeinden in Brackwede        | 1867                   | Ev. Friedhof Brackwede Historie 1867 Gründung des Friedhofs an der Brackweder Straße 1902 1. Erweiterung 1914 - 1918 Erster Weltkrieg Errichtung des Ehrenfriedhofs und des Gedenksteins Einweihung um 1919 1947 2. Erweituerung 1950 Beschluss zum Bau einer Kapelle 1951 Baubeginn 1952 Einweihung der Kapelle 1954 3. Erweiterung 1970 Beschluss zur Erneuerung des Ehrenmals 1971 Erneuerung des Ehrenfriedhofs 1972 Ehrenmal wird durch Skulptur "Frau mit leeren Händen" ersetzt. Gedenkfeier jährlich zum Volkstrauertag 1987 Torgebäude am Haupteingang wird nach 120 Jahren saniert und unter Denkmalschutz gestellt. |                                    |
| Evangelischer Friedhof Heepen     | Heepen      | Vogteistraße             | Evangelische Kirchengemeinde Heepen                            |                        | | Evangelischer Friedhof Heepen 2022 |
| Evangelischer Friedhof Jöllenbeck | Jöllenbeck  | Imsiekstraße             | Evangelisch-Lutherische Versöhnungs-Kirchengemeinde Jöllenbeck |                        | | Friedhof Bielefeld-Jöllenbeck      |
| Evangelischer Friedhof Ummeln     | Brackwede   | Queller Straße           | Evangelische Kirchengemeinde Ummeln                            | 1891                   | |                                    |
| Friedhof Eckardtsheim             | Sennestadt  | Paracelsusweg            | Zionsgemeinde Bethel / Von Bodelschwinghsche Stiftungen        |                        | | Bild gesucht BW                    |
| Jüdischer Friedhof Bielefeld      | Gadderbaum  | Am Botanischen Garten    | Jüdische Gemeinde Bielefeld                                    | 1891                   | |                                    |
| Katholischer Friedhof Brackwede   | Brackwede   | Brackweder Straße 32     | Katholische Pfarrgemeinde St. Elisabeth Bielefeld-Süd          |                        | | Bild gesucht BW                    |
| Kirchlicher Friedhof Stieghorst   | Stieghorst  | Schneidemühler Straße 41 | Evangelische Kirchengemeinde Stieghorst – Hillegossen          |                        | |                                    |

## Liste der Tierfriedhöfe
Dieser Friedhof wird von den Umweltbetrieben der Stadt Bielefeld getragen.
| Bezeichnung      | Stadtbezirk | Adresse und Lage     | Träger                            | Eröffnung / Schließung | Beschreibung | Bild            |
| ---------------- | ----------- | -------------------- | --------------------------------- | ---------------------- | ------------ | --------------- |
| Heimtierfriedhof | Senne       | Brackweder Straße 82 | Umweltbetrieb der Stadt Bielefeld |                        |              | Bild gesucht BW |